# Texmalaca
Texmalaca är en ort i Mexiko.   Den ligger i kommunen Mariano Escobedo och delstaten Veracruz, i den sydöstra delen av landet, 210 km öster om huvudstaden Mexico City. Texmalaca ligger 2 109 meter över havet och antalet invånare är 720.
Terrängen runt Texmalaca är bergig åt nordväst, men åt sydost är den kuperad. Runt Texmalaca är det ganska tätbefolkat, med 199 invånare per kvadratkilometer. Närmaste större samhälle är Orizaba, 14,2 km sydost om Texmalaca. I omgivningarna runt Texmalaca växer huvudsakligen savannskog.